# Bồn nước
Bồn nước dùng để chứa nước sinh hoạt, tưới tiêu trong nông nghiệp và chăn nuôi, chứa được cả hóa chất hoặc nhiều loại chất lỏng khác. Có nhiều loại vật liệu được dùng để sản xuất bồn nước như polyethylene, thép không gỉ, xi măng, sợi thủy tinh, v.v. Tại Việt Nam, trên thị trường hiện nay, loại bồn nước thông dụng nhất là bồn inox và bồn nhựa. Hiện nay một số sản phẩm bồn nước tự hủy cũng được dùng khá nhiều. Ở các vùng quê, bồn nước nhựa cỡ đại thường được tích trữ nước, hạn chế vấn đề hạn hán hoặc cúp nước. Còn nước dùng sinh hoạt gia đình, bồn nước inox được đặt trên sân thượng hoặc sau nhà.

## Bồn nhựa
Được sản xuất dựa trên công nghệ xoay ly tâm. Nhựa được đốt nóng và xoay ba chiều trong một khuôn khép kín. Bồn nhựa có khả năng cách nhiệt tốt, thích hợp cho tất cả các nguồn nước, nhất là nước giếng khoan có nhiều khoáng chất, phèn chua. Bồn nhựa có loại bồn đứng và bồn nằm và có nhiều dung tích khác nhau. Bồn nhựa thông thường trên thị trường được bảo hành 5 năm hoặc 12 năm và có giá rẻ hơn bồn inox.

## Bồn inox
Được sản xuất từ thép không gỉ tấm và được hàn lại và tạo gân. Bồn inox được bảo hành khoảng 10 năm và có giá bán cao hơn so với bồn nhựa do giá nguyên liệu đầu vào. Mẫu mã bồn inox đẹp hơn bồn nhựa nhưng bồn inox cũng có nhược điểm là hấp thụ nhiệt mạnh nên mùa hè làm nước nóng, còn mùa đông làm nước lạnh. Ngoài ra, bồn inox không thích hợp cho các vùng nước phèn chua hoặc mặn vì inox dễ bị ăn mòn, gỉ và như thế sẽ ảnh hưởng đến an toàn thực phẩm.. Người tiêu dùng cũng nên chú ý đến chất lượng và kích thước đúng của bồn khi mua.